# ROMP
ROMPは、1981年にIBMが完成させた初期のRISC型マイクロプロセッサである。世界初の商用 RISC チップとも言われる。

## 概要
ROMP(Research OPD Micro Processor)は名前にある通り、オフィス製品への採用を意図して設計された。一部では 032 とも呼ばれた。
1970年代中盤の「OPD Mini Processor」というプロセッサ（IBM Office System/6 や DisplayWriter といった製品で使われた）の後継である。ROMP は1986年に発表された IBM RT-PC で使われ、後には IBM のレーザープリンタでも使われた。RT-PC は一時期はパーソナルコンピュータとして計画された製品であり、Intel 8088 を ROMP で置き換えることを意図していた。しかし、実際の製品ではより技術指向のアプリケーションが多く、エンジニアリングワークステーションとして使われた。
当初の ROMP は24ビットの RISC アーキテクチャだったが、開発途中で32ビットに変更された。初期のプロセスは、2μmの n-MOS であった。16本の32ビット汎用レジスタを備え、アドレスバスとデータバスは32ビットである。命令は118種で、1命令の大きさは2バイトか4バイトである。ほとんどのレジスタ-レジスタ間命令を1サイクルで実行できるよう設計されている。別のメモリ管理ユニット（MMU）チップにより、仮想記憶を実現する。
アーキテクチャ設計は1977年春に開始された。IBM 801 プロセッサからのスピンオフである。アーキテクチャ上の変更はコスト削減が目的であり、2バイト命令の導入などはメモリ利用効率を高めるためであった。組み込みシステムではメモリ利用効率は今でも重要であり、ARMもMIPSも本来4バイトの命令しかなかったが、後から2バイト命令を追加している。
チップは1981年初めに完成した。従って、これが真の RISC であると言えるなら、ROMP は世界初の実働した商用 RISC チップとなる（1986年まで製品として出荷されていないから1986年で考えるべきという説もある）。1986年まで製品として出荷されなかったのは、RT-PC とそのオペレーティングシステム（OS）のソフトウェア開発計画が野心的すぎて時間がかかったためである。このOSはハードウェアを仮想化し、複数の他のOSをその上で動作させることができる。
ROMP やRT-PCは広く普及はしなかったが、後に POWER が生まれた。